# NGC 1774
NGC 1774 (другое обозначение — ESO 85-SC26) — рассеянное скопление в созвездии Золотой Рыбы, расположенное в Большом Магеллановом Облаке. Открыто Джоном Гершелем в 1834 году. Описание Дрейера: «яркий, маленький объект круглой формы, сильно более яркий в середине; представляет собой двойную звезду в туманности».
Распределение яркости в скоплении может указывать на то, что в нём случился коллапс ядра. Возраст скопления составляет около 50 миллионов лет.
Этот объект входит в число перечисленных в оригинальной редакции «Нового общего каталога».